# 中华苏维埃共和国中央革命军事委员会旧址
中华苏维埃共和国中央革命军事委员会旧址位于中国江西省瑞金市叶坪镇洋溪村，1987年被列为江西省文物保护单位，2013年被列为第七批全国重点文物保护单位，
旧址原为洋溪村刘氏宗祠，砖木结构，硬山顶，占地277平方米。1931年11月25日中华苏维埃共和国中央革命军事委员会在此成立，朱德任主席，中革军委组建后，撤销红一方面军总指挥部，中央苏区的红军直接接受中革军委指挥。从此，中央苏区的红军称为“中央红军”。